# Émile Sari
Émile Sari, né le 27 octobre 1876 à Bastia et mort le 9 juin 1937 dans la même ville, est un homme politique français de Corse.

## Biographie
Émile Laurent Antoine Jean Barthélémy Sari est médecin oto-rhino-laryngologiste à Nice, il est élu conseiller municipal de Bastia en 1906 et conseiller général en 1912, succédant à son oncle. De 1919 à 1937, il exerce la fonction de maire de Bastia. Ce fidèle d'Adolphe Landry est enfin sénateur de la Corse de 1921 à 1937, et il intervient souvent sur les questions budgétaires. Il est à l'origine de la loi Sari, sur les avantages de carrière des fonctionnaires mobilisés pendant la guerre.
Gendre d'Auguste Gaudin, il est lui-même beau-père de Jean Zuccarelli.

## Distinctions
- Chevalier de la Légion d'honneur (7 juillet 1933)[1]
- Croix de guerre 1914–1918

## Sources
1. 1 2  « Recherche - Base de données Léonore », sur www.leonore.archives-nationales.culture.gouv.fr (consulté le 26 août 2023)

- « Émile Sari », dans le Dictionnaire des parlementaires français (1889-1940), sous la direction de Jean Jolly, PUF, 1960 [détail de l’édition]